# The Hour of the Dragon
A Hora do Dragão, também conhecido como Conan, o Conquistador (Conan the Conqueror), é um romance de fantasia do escritor americano Robert E. Howard com o seu herói de espada e feitiçaria Conan, o Cimério. Foi uma das últimas histórias de Conan publicadas antes do suicídio de Howard, embora não a última a ser escrita. O romance foi publicado pela primeira vez em série nas edições de dezembro de 1935 a abril de 1936 da revista pulp Weird Tales. A primeira edição do livro foi publicada pela Gnome Press em capa dura em 1950. A edição da Gnome Press mudou o título da história para Conan, o Conquistador, um título retido por todas as edições subsequentes até 1977, quando o título original foi restaurado numa edição publicada pela Berkley / Putnam. A edição de Berkley também reverteu o texto para a publicação original de Weird Tales, descartando edições posteriores. As edições posteriores geralmente seguiram Berkley e publicadas sob o título original. O filme Kull, o Conquistador, de 1997, é vagamente baseado em A Hora do Dragão, substituindo Conan por Kull, mas mantendo o mesmo enredo básico.

## Resumo do enredo
O enredo é vagamente baseado numa mistura de motivos de contos anteriores de Conan, mais notavelmente "The Scarlet Citadel ", com o qual os seus primeiros capítulos compartilham um enredo quase idêntico: Conan, capturado e colocado numa masmorra infestada de monstros, encontra um aliado inesperado e escapa. Enquanto isso, a população da capital aquiloniana, acreditando que ele estava morto, revolta-se e está pronta para aceitar um rei alternativo. A partir daqui, os dois divergem: The Scarlet Citadel, um conto, termina com Conan voltando quando os distúrbios apenas começavam e despacha os seus inimigos; no livro Hour of the Dragon é muito mais complicado, Aquilonia tem que viver sob uma longa e angustiante ocupação estrangeira enquanto Conan passa por uma longa e perigosa busca, antes de poder finalmente voltar e livrar-se dos seus inimigos.
O livro começa quando Conan tem cerca de quarenta e dois anos, durante o seu reinado como Rei da Aquilónia, e trata de uma conspiração de um grupo de conspiradores para depô-lo em favor de Valerius, herdeiro do antecessor de Conan, Numedides, que ele havia morto para ganhar o trono. Para conseguir isso, recorrem à necromancia, ressuscitando Xaltotun, um antigo feiticeiro do esquecido império de Acheron. Com a sua ajuda, o exército aquiloniano é derrotado pelo reino rival da Nemédia e ocupado. Conan, capturado, é condenado à morte até que uma simpática escrava, Zenobia, arrisca a sua vida para o libertar.
A demanda de Conan para recuperar o Coração de Ahriman para poder derrotar o mago e recuperar o seu trono leva-o a todos os reinos da Era Hyboria.
Após o seu eventual triunfo, ele promete fazer de Zenobia sua rainha.

## História de publicação

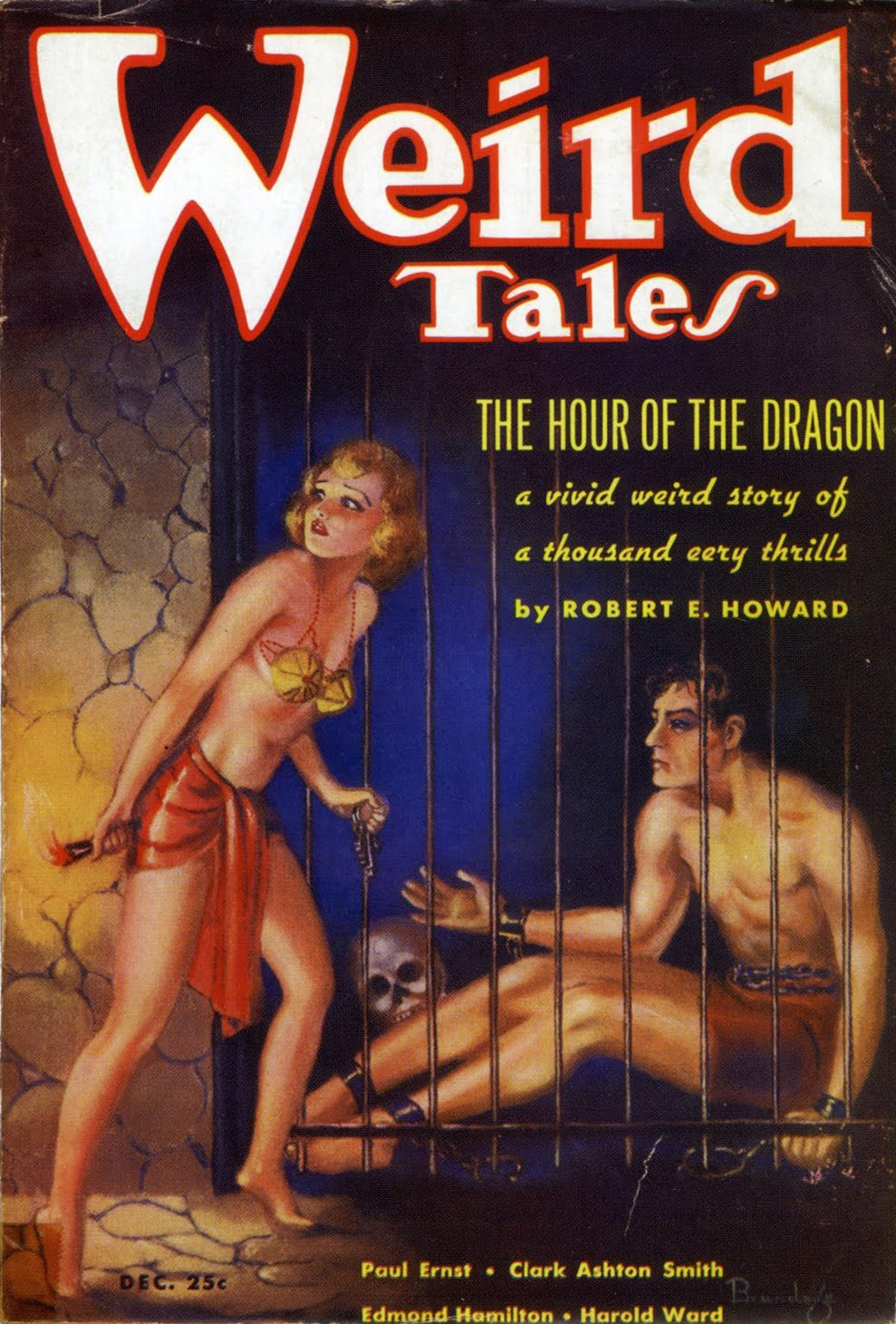
Capa de Weird Tales (dezembro de 1935), em que The Hour of the Dragon foi publicado pela primeira vez

Foi o único romance completo de Howard sobre Conan e é considerado por muitos como um de seus melhores trabalhos. Ele foi escrito originalmente para o editor britânico Dennis Archer e foi enviado em maio de 1934. Archer recusou uma coleção de obras em 1933, mas sugeriu um romance. No entanto, a editora faliu antes que o romance pudesse ser impresso e foi mantido pelo Administrador Judicial.
A história foi publicada pela primeira vez como uma série de cinco partes em Weird Tales entre os meses de dezembro de 1935 a abril de 1936 (com o capítulo 20 sendo erroneamente impresso como capítulo 21). Foi publicado pela primeira vez em forma de livro de capa dura pela Gnome Press em 1950 sob o título Conan, o Conquistador, um título mantido por todas as edições posteriores até 1977. A primeira edição em brochura foi publicada pela Ace Books em 1954. Desde então, o romance foi relançado várias vezes por várias editoras, principalmente a Lancer Books em 1967 e a Berkley / Putnam em 1977; a última, reeditada por Karl Edward Wagner, foi a primeira edição a restaurar o texto e o título da revista original, sob o qual a maioria das edições subsequentes foi publicada. Donald M. Grant, Publisher, Inc. publicou uma edição em 1989, com ilustrações de Ezra Tucker, como o volume XI de seu conjunto de luxo de Conan. Mais recentemente, o romance apareceu nas coleções The Essential Conan (1998), Conan Chronicles Volume 2: The Hour of the Dragon (2001) e Conan of Cimmeria: Volume Two (1934) (Del Rey, 2005). Também foi traduzido para o japonês, italiano, finlandês, francês, alemão, sueco, tcheco, russo, cingalês e espanhol.

## Posição na série Conan
Na edição de capa dura Gnome Press das histórias de Conan, Conan, o Conquistador, segue as histórias curtas coletadas como Rei Conan ; na edição de bolso Lancer / Ace, segue os contos coletados como Conan, o Usurpador. Em ambas as edições, ele precede o romance de Björn Nyberg / L. Sprague de Camp, O Retorno de Conan (também conhecido como Conan, o Vingador ).

## Recepção
Revendo a edição da Gnome Press, Groff Conklin achou que o romance tinha "mérito real" considerado como uma obra imaginativa, mas caracterizou a escrita de Howard como "apenas média [e] carregada de bombástico". Ele recomendou o livro "para quem gosta de se recostar e ler com a mente fechada". L. Sprague de Camp, reconhecendo que Howard era "um escritor quase muito bom... com peculiaridades limitantes", elogiou o romance como "uma combinação sanguinária de feitiçaria, trapaça e esgrima".

## Adaptações
Em 1974, a história foi adaptada por Roy Thomas, Gil Kane e John Buscema em Giant-Size Conan #1-4 da Marvel Comic e Savage Sword of Conan #8, 10. A história principal em Giant-Size Conan # 1 foi um capítulo de 25 páginas de A Hora do Dragão. O plano era adaptar o romance nas primeiras seis edições, mas Giant-Size Conan # 4 foi o último capítulo colorido. A história foi concluída na revista a preto e branco Savage Sword of Conan # 8 e # 10.
Existem várias edições de audiolivros amadores, incluindo uma narrada por Morgan Saletta (2009-2010) lançada como parte do Second Book Challenge de SF Audio; e um narrado por Mark Nelson para LibriVox (2013). Há uma leitura comercial profissional de oito horas e meia disponível sob o título de The Bloody Crown of Conan (originalmente Trantor, 2009, agora disponível através da Audible).
O filme Kull, o Conquistador, de 1997, é vagamente baseado em A Hora do Dragão, substituindo Conan por Kull, mas mantendo o enredo básico de um rei bárbaro sendo removido de seu trono pelas maquinações de um feiticeiro morto-vivo.